# گورستان موردر ۲
قبرستان موردر ۲ مربوط به دوره اشکانیان است و در شهرستان سرباز، بخش مرکزی، دهستان مورتان، ۵ کیلومتری شمال روستای مورتان واقع شده و این اثر در تاریخ ۲۷ اسفند ۱۳۸۷ با شمارهٔ ثبت ۲۶۴۹۹ به‌عنوان یکی از آثار ملی ایران به ثبت رسیده است.